# 上海復旦
上海复旦微电子集团股份有限公司，簡稱上海复旦微电子集团股份、上海复旦微电子集团、上海复旦微电子，以及上海复旦（英語：Shanghai Fudan Microelectronics Group Company Limited，港交所：1385；上交所：688385，简称：复旦微电），在1998年，由上海（總部）復旦大學成立半導體分支企業。
董事長為蔣國興，首席執行官為施雷。業務在中國內地經營超大规模集成电路的设计、开发和提供系统解决方案。
股份在2000年8月4日於港交所創業板上市，當時代碼為8102.HK。當時招股價為0.8港元，發售股份為1.25億H股，集資額為1億港元。其後在2014年1月8日轉在主板上市。2021年8月4日，公司在上海证券交易所科创板上市。
复旦微电子是支付宝“碰一下”支付服务中高性能NFC芯片的供应商。